# Đồng nhất thức Euler
Trong toán học, Đồng nhất thức Euler hoặc đẳng thức Euler là đẳng thức
{\displaystyle e^{i\pi }+1=0}
trong đó
e là số Euler, cơ số của logarit tự nhiên,
i là đơn vị ảo, theo định nghĩa thỏa mãn điều kiện i2 = −1, và
π là pi, tỷ lệ của chu vi đường tròn chia cho đường kính của nó.
Đồng nhất thức Euler được đặt theo tên của nhà toán học người Thụy Sĩ Leonhard Euler. Nó được coi là một ví dụ điển hình của vẻ đẹp toán học vì nó cho thấy mối liên hệ sâu sắc giữa các con số cơ bản nhất trong toán học.

## Vẻ đẹp toán học
Đồng nhất thức Euler thường được trích dẫn như một ví dụ về vẻ đẹp toán học sâu sắc. Ba trong số các phép toán số học cơ bản xảy ra chính xác mỗi lần: cộng, nhân và lũy thừa. Đồng nhất thức này cũng liên kết năm hằng số toán học cơ bản với nhau:
- Số 0, đơn vị phép cộng.
- Số 1, đơn vị phép nhân.
- Số π (π = 3.141...).
- Số e (e = 2.718...), còn gọi là số Euler, xuất hiện rộng rãi trong giải tích toán học.
- Số i, đơn vị ảo của các số phức.

Hơn nữa, phương trình được đưa ra dưới dạng một biểu thức được đặt bằng 0, đây là cách diễn đạt phổ biến trong một số lĩnh vực của toán học.
Giáo sư toán học của Đại học Stanford, Keith Devlin, đã nói, "giống như một sonnet của Shakespeare, với việc nắm bắt được bản chất của tình yêu, hay một bức tranh làm nổi bật vẻ đẹp của hình dạng con người, không chỉ là sâu sắc, phương trình của Euler đi sâu vào chính chiều sâu của sự tồn tại ". Paul Nahin, giáo sư danh dự tại Đại học New Hampshire, người đã viết một cuốn sách dành riêng cho công thức của Euler và các ứng dụng của nó trong giải tích Fourier, mô tả đồng nhất thức Euler là một "vẻ đẹp tinh tế".
Nhà văn toán học Constance Reid đã cho rằng đồng nhất thức Euler là "công thức nổi tiếng nhất trong tất cả các toán học". Và Benjamin Peirce, một triết gia, nhà toán học thế kỷ 19 người Mỹ, kiêm giáo sư tại Đại học Harvard, sau khi chứng minh đồng nhất thức Euler trong một bài giảng, tuyên bố rằng đồng nhất thức này "là hoàn toàn ngược đời, chúng ta không thể hiểu được nó, và chúng ta không biết nó có nghĩa gì, nhưng chúng ta đã chứng minh được nó, và do đó chúng ta biết được rằng nó phải là chân lý".